# Soliperla cowlitz
Soliperla cowlitz är en bäcksländeart som beskrevs av Bill P.Stark och Gustafson 2004. Soliperla cowlitz ingår i släktet Soliperla och familjen Peltoperlidae. Inga underarter finns listade i Catalogue of Life.